# Golden Hind
De Golden Hind (Gouden Hinde) was een Engels galjoen dat bekend werd vanwege haar reis rond de wereld als kaperschip, onder bevel van sir Francis Drake, tussen 1577 en 1580. Haar oorspronkelijke naam was Pelican, maar ze werd op 20 augustus 1578 door Drake omgedoopt. Een van Drakes belangrijkste sponsors was sir Christopher Hatton, wiens helmteken een gouden hinde (een vrouwelijk edelhert) was. Er ligt een replica op ware grootte in Londen, aan de zuidelijke oever van de Theems.

## Geschiedenis
In 1577 sponsorde koningin Elizabeth I van Engeland sir Francis Drake als leider van een expeditie die beoogde rond Zuid-Amerika en door de Straat Magellaan te varen om de kusten die daarachter lagen te verkennen. De steun van de koningin was lucratief, Drake had immers officiële goedkeuring om winst te maken voor zichzelf en de koningin en ook om de Spanjaarden zoveel mogelijk te schaden. Dit zou uiteindelijk resulteren in de Spaans-Engelse Oorlog.
Voor hij vertrok ontmoette Drake de koningin voor de eerste keer in levenden lijve waar ze hem zei: "We would gladly be revenged on the King of Spain for divers injuries that we have received." Drakes officiële taak was nieuwe handelsroutes te vinden, maar in werkelijkheid werkte hij als kaper, met de onofficiële steun van koningin Elisabeth.
Drake registreerde zijn vlaggenschip in Plymouth in 1575. Het meeste werk werd verricht in 1576 en het werd in 1577 afgerond. Het schip wordt beschreven als "een zestiende-eeuws oorlogsschip tijdens de overgang van de kraak naar het galjoen" en had een deplacement van ongeveer honderd ton.
Drake vertrok in december 1577 met vijf kleine schepen en 164 bemanningsleden. In 1578 bereikte hij de Braziliaanse kust.
Op 1 maart 1579, in de Stille Oceaan voor de kust van Ecuador, veroverde de Golden Hind het Spaanse galjoen Nuestra Señora de la Concepción. Dat galjoen had de grootste schat aan boord die tot dan veroverd was: meer dan 360.000 pesos (equivalent aan £480m in 2017). Men had zes dagen nodig om de schat, die zes ton woog, over te brengen.
Op 26 september 1580 voer Drake de haven van Plymouth binnen met 56 van zijn oorspronkelijk 80-koppige bemanning nog aan boord. Zijn schip werd gelost bij Saltash Castle, onder toeziend oog van de wachten van de koningin.
Meer dan de helft van de opbrengst ging naar de koningin van Engeland en werd gebruikt om de jaarlijkse schuld af te betalen. De Golden Hind werd permanent in Deptford aan de monding van de Theems geplaatst als het eerste 'museumschip'. Het bleef daar liggen voor publieke tentoonstelling tot het in 1650 uiteindelijk werd afgebroken omdat het hout verrot was.